# میهاو لاسکو
میهاو لاسکو (به انگلیسی: Michal Lasko) (زادهٔ ۱۱ مارس ۱۹۸۱) بازیکن والیبال ایتالیایی-لهستانی تیم ملی والیبال ایتالیا است.
میشل در لهستان متولد شد. پدرش لخ لاسکو بازیکن سابق تیم ملی والیبال لهستان است. میهاو از دوران کودکی در ایتالیا زندگی می‌کرد و والیبال را از تیم جوانان سیسلی ترویزو شروع کرد. او در باشگاه والیبال پیمونته ایتالیا به اوج رسید.
او با ایتالیا، مدال طلا مسابقات والیبال قهرمانی اروپا ۲۰۰۵ را کسب کرد.